# (3448) Narbut
(3448) Narbut (1977 QA5) – planetoida z pasa głównego asteroid okrążająca Słońce w ciągu 3,25 lat w średniej odległości 2,19 j.a. Odkrył ją Nikołaj Czernych 22 sierpnia 1977 roku.